# Сражение под Игнацево
Сражение под Игнацево — битва, произошедшая 26 апреля (8 мая) 1863 года между русскими войсками и польскими повстанцами во время восстания 1863 года.

## Предыстория
Генерал-майор Краснокутский с отрядом (3 роты по 60 солдат, дивизион гусар, 27 казаков, 2 орудия) выступил 26 апреля (8 мая) из города Коло и двинулся по следам крупного мятежного отряда бригадного генерала Эдмунда Тачановского (ок. 1,5 — 2 тысяч), направлявшейся к Слесинскому лесу.

## Бой
После разведки выяснилось, что окопы вдоль деревни Игнацево и опушка леса заняты густой цепью повстанцев, а на их правом фланге, замечена кавалерия. Русские войска открыли огонь по мятежникам и через час начали атаку.
Часть деревни уже была взята, но скрытая в лесу колонна косиньеров стремительно атаковала 2 полувзвода, занявших правый край Игнацева, и вынудила их, со значительными потерями, очистить деревню. Другая же колонна косиньеров стройной массой начала обходить правый фланг русского отряда. Дивизион гусар быстро вынесся из-за этого фланга и, несмотря на болотистую и пересечённую местность, бросился на косиньеров. Завидев кавалерию, последние испугались и побежали начав беспорядочное отступление.
В это время прибыл из местечка Сомпольно генерал-лейтенант Бруннер (начальник калишского военного отдела) и подкрепил отряд Краснокутского 3 ротами, после этого деревня, окопы и опушка леса были окончательно заняты. В деревне Петрковица 200 повстанцев пытались удержаться в домах, но вскоре были выбиты. Затем весь отряд собрался в мест. Слесин, где и остановился на ночлег.
В тот день повстанцы понесли значительные потери, более 160 человек было убито, ещё около 280 ранены и попали в плен. Были потеряны 3 орудия и несколько знамён.
Потери русского отряда также были значительными и составили 24 человека убитыми на поле боя, 2 позже скончавшимися от ран, и 67 ранеными, в том числе два офицера.